# Echenais cretata
Echenais cretata är en fjärilsart som beskrevs av Hans Ferdinand Emil Julius Stichel 1911. Echenais cretata ingår i släktet Echenais och familjen Riodinidae. Inga underarter finns listade i Catalogue of Life.